# Карі Хотакайнен
Карі Хотакайнен (фін. Kari Hotakainen, 9 січня 1957, Порі, Фінляндія) — фінський письменник, сценарист, журналіст,  поет, дитячий письменник та драматург. У грудні 2013 р. був нагороджений найвищою нагородою Фінляндії для діячів мистецтва — медаллю Pro Finlandia.

## Біографія
Карі Хотакайнен народився 9 січня 1957 року у фінському місті Порі. Склав іспит зрілості в 1976 році і в тому ж році закінчив середню школу Рауталампі. Здобув ступінь бакалавра мистецтв.
Розпочав свою письменницьку кар’єру у рідному місті. У 1986 р. переїхав до Хельсінки. Став штатним письменником у 1996 році. Він також працював копірайтером і колумністом у Helsingin Sanomat. Писав дитячі п'єси, радіо-драми та сценарії для 10-серійного телесеріалу під назвою Tummien vesien tulkit.
У нього двоє дітей із дружиною, звукорежисеркою Тар'я Лааксонен, з якою він одружився в 1983 р.

## Нагороди та премії
- 2013 р. – Pro Finlandia Medal of the Order of the Lion of Finland
- 2010 р. – Runeberg Prize
- 2004 р. – Nordic Council's Literature Prize
- 2002 р. – Finlandia Award
- 1998 р. – Thanks for the Book Award
- 1993 р. – Savonia Prize
- 1989 р. – Kalevi Jäntti Award

## Творчість

### Романи
- Buster Keaton: elämä ja teot (1991)
- Bronks (1993)
- Syntisäkki (1995)
- Pariskunta, pukki ja pieni mies (1997)
- Klassikko (1997)
- Sydänkohtauksia, eli kuinka tehtiin Kummisetä (1999)
- Juoksuhaudantie (2002) – переможець Finlandia Prize 2002
- Iisakin kirkko (2004)
- Huolimattomat (2006) – номінований на Finlandia Prize 2006
- Ihmisen osa (2009)

### Вірші
- Harmittavat takaiskut (1982)
- Kuka pelkää mustaa miestä (1985)
- Hot (1987)
- Runokirja (1988)
- Kalikkakasa, kootut runot (2000)

### Дитяча та юнацька література
- Lastenkirja (1990)
- Ritva (1997)
- Näytän hyvältä ilman paitaa (2000)
- Satukirja (2004)

### Радіо-драми
- Puutteellinen (1996)
- Hurmaus (1997)
- Keihäänheittäjä (1997)
- Tulisuihku (1999)
- Sitten kun kaikki on ohi (2000)

### П'єси
- Hukassa on hyvä paikka (1999)
- Sydänkohtauksia (2002)
- Punahukka (2005)

### Сценарії
- Tummien vesien tulkit